# Massif des Posets
Le massif des Posets est un massif de montagnes des Pyrénées espagnoles situé au nord de la province de Huesca en Aragon. Il culmine au pic des Posets avec 3 371 mètres d'altitude (on trouve aussi 3 375 mètres).

## Géographie

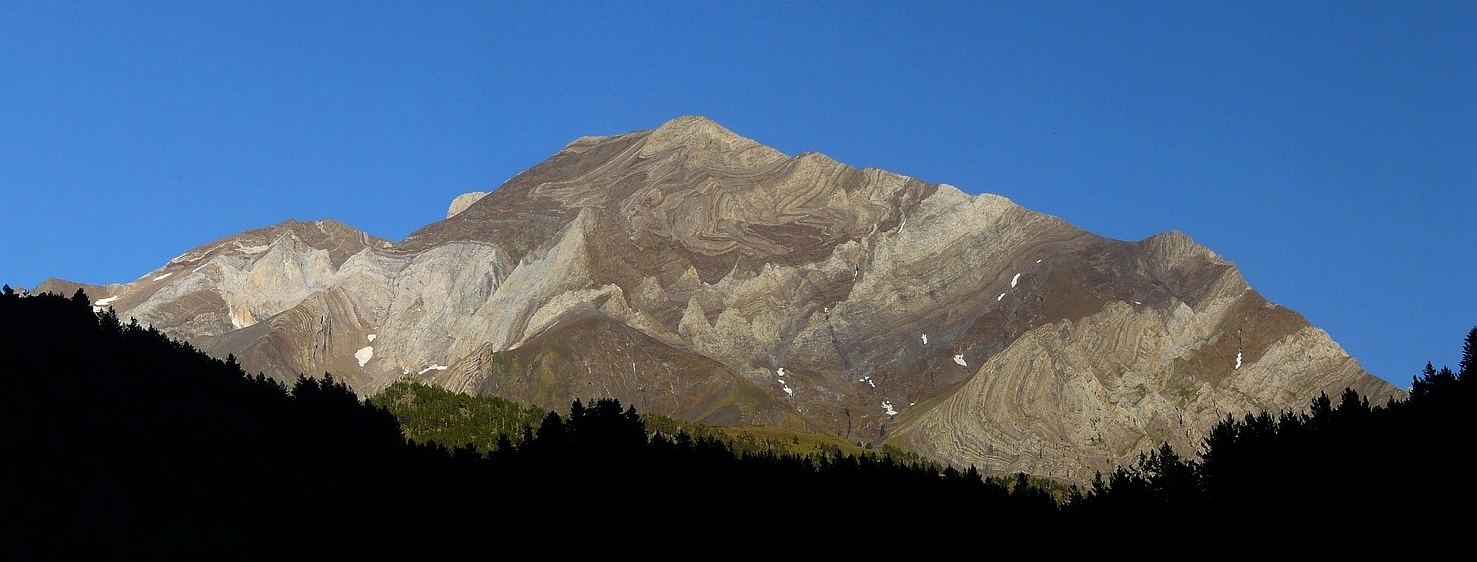
Massif des Posets : pic d'Espadas au premier plan, pic des Posets au deuxième plan à gauche.

| Vallée de Chistau Massif de Batchimale | Vallée d'Estós Massif de Perdiguère | Vallée d'Estós Massif de Perdiguère      |
| Vallée de Chistau Massif de Suelza     | massif des Posets                   | Vallée de Bénasque Massif de la Maladeta |
| Massif du Cotiella                     | Massif du Cotiella                  | Vallée de Bénasque                       |

### Principaux sommets
| Sommet         | Altitude (mètres) |
| -------------- | ----------------- |
| Pic des Posets | 3 375             |
| Pic d'Espadas  | 3 328             |